# Tuluá
Tuluá (pronúncia espanhola: [tu.lu.ˈä]) é um município colombiano localizado na região central do departamento do Vale do Cauca. É um motor comercial, demográfico, cultural, industrial, financeiro e agropecuário do centro do departamento. Possui uma câmara de comércio e é o quarto município mais povoado do Vale do Cauca, com uma população aproximada de 200 000 mil habitantes.
Sua extensa área rural abarca desde a planície do vale geográfico do rio Cauca, as ondulações intermediárias e a alta montanha pertencente à cordillera central. A cidade encontra-se aproximadamente a 100 km de Cali. O rio Tuluá cruza o capacete urbano em sentido sul-norte.

## Toponímia
O significado próprio do nome indígena da cidade prove/provem dos índios Tulués (Tuluá) desconhece-se muito, e tem sido amplamente discutido e pouco consensuado, dado que do Idioma pijao, do qual é originaria, não se tem maior conhecimento como o mesmo sofreu numerosas variações por causa do uso de diferentes modismos regionais da língua e principalmente a sua extinção a princípios do 1700 DC.
Ainda que a cidade tem feito próprio e oficial o significado “PLANO FÁCIL DE CULTIVAR” também é aceite o termo “TERRA FÁCIL”, como denominavam os índios pijaos ao vale que conformam os rios Tuluá e Morais, ainda que também poder-se-ia traduzir como TERRA DO PARA ALÉM como os pijaos são originarios do vale do rio Magdalena.
Actualmente chamada com o sobrenombre de “Coração do Vale”, por sua localização geográfica e conhecida também como “A Villa de Gramas” em honra a Juan María Gramas, prócer da independência de Colômbia.

## História
Tuluá, geograficamente e historicamente reconhecido este território como o vale que conformam os rios Tuluá e Morais, tem sido uma zona com actividades humanas prévias à colonização, já que se conhece que desde mediados do ano 1300 D.C tinha assentos de diferentes tribos indígenas sendo a mais notória a Cultura pijao neste território.

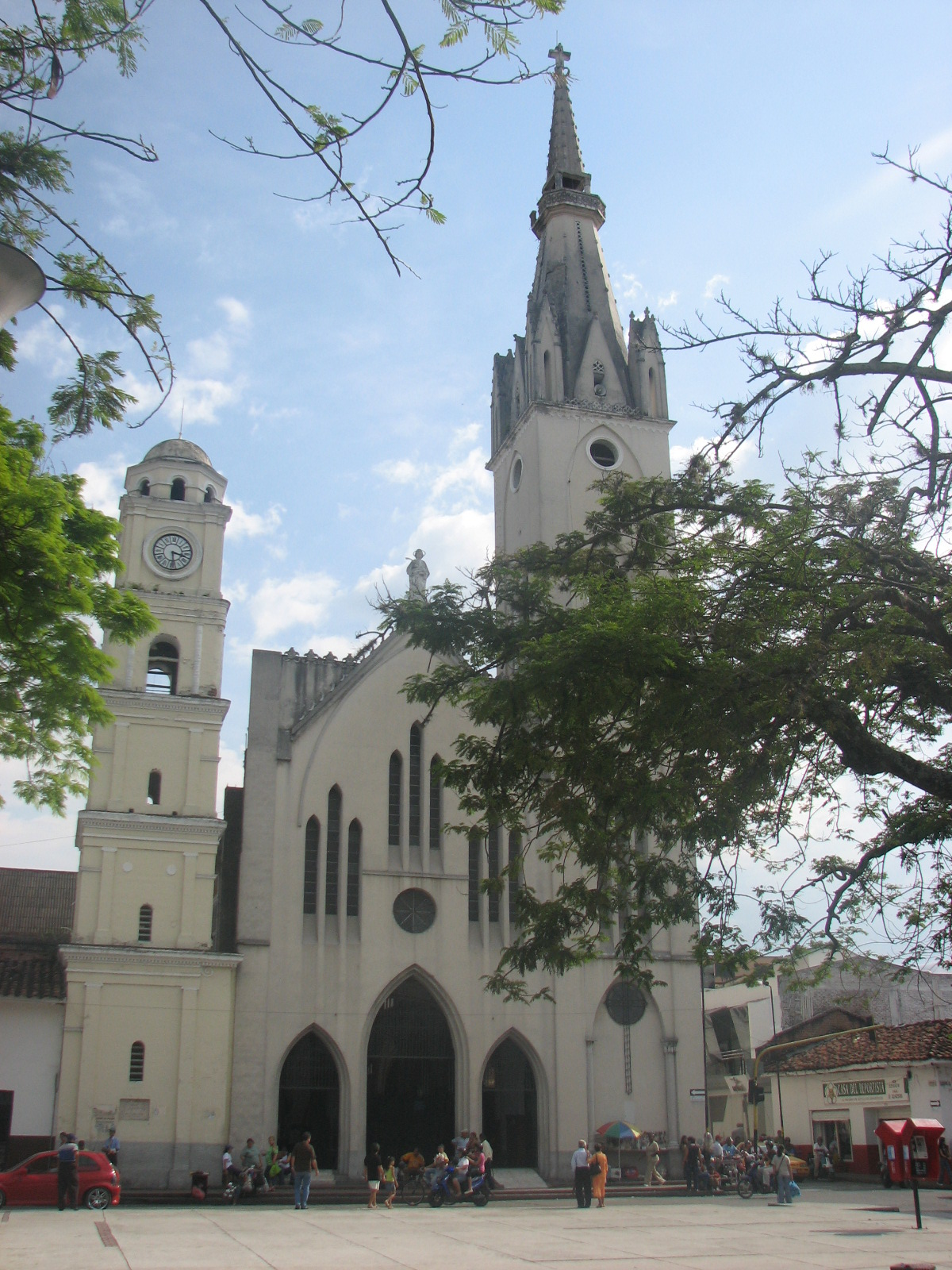
Igreja San Bartolomé.

### Fundação

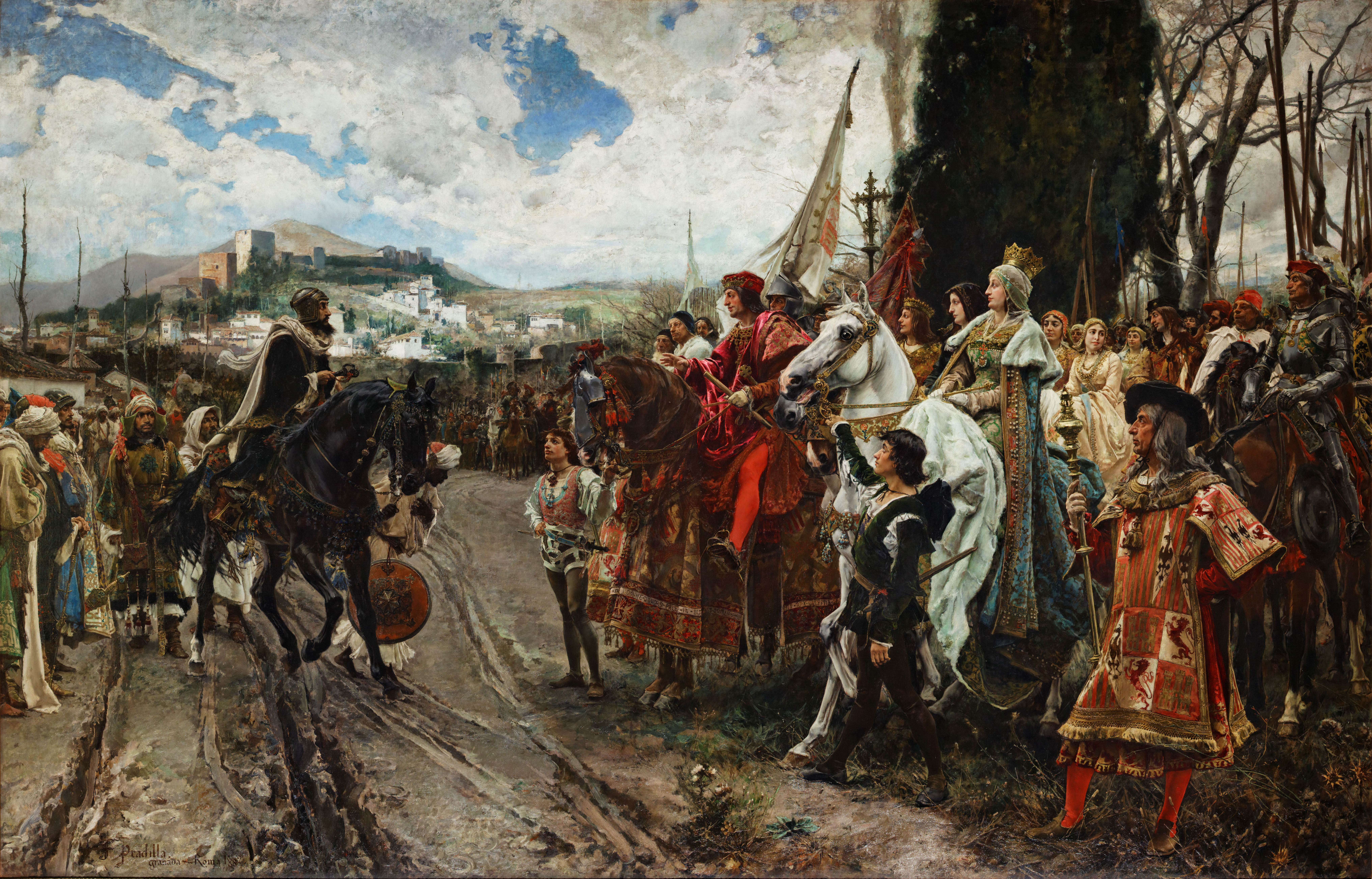
Tomada de Espanha a Granada (Colômbia).

Segundo as crónicas, quando tropas ao comando do capitão Juan de Lemos e Aguirre realizaram as explorações e conquista dos territórios que lhe permitiram celebrar capitulações de terra com o governador dom Luis de Valenzuela Fajardo, o 9 de agosto de 1635. Recebendo a seu favor as terras do vale do Tuluá, Jícara-manta, Espírito Santo e San Juan de Barragán. Pediu “Lemus e Aguirre” graça de terras ao cabildo de Buga para estabelecer nele “Hatos de Ganhado e estadias de Comida”, para prover de alimentos à empresa conquistadora. A nova população obteve sua importância, quando o fundador abriu o caminho de Barragán, que comunica o Vale do rio cauca e o virreinato de Cartago, com o vale de Saldaña e o vale do Tolima.
A cidade moderna ou a que fundaram os espanhóis, não teve um Acta da Real Coroa Espanhola, nem do Reino de Granada de fundação, mas, se adoptou oficialmente como data de fundação o 24 de agosto de 1639, dia de San Bartolomé Apóstol, como os colonos ao a fundar, a ofereceram a este Santo Católico em encomenda e protecção dos espanhóis habitantes de ditas terras, e se reconheceu que a população recebeu o nome de San Bartolomé de “Tuluá” (Voz Indígena que significa “PLANO FÁCIL DE CULTIVAR”), pelo anterior povoado de índios que existia em ditas terras.

## Geografia

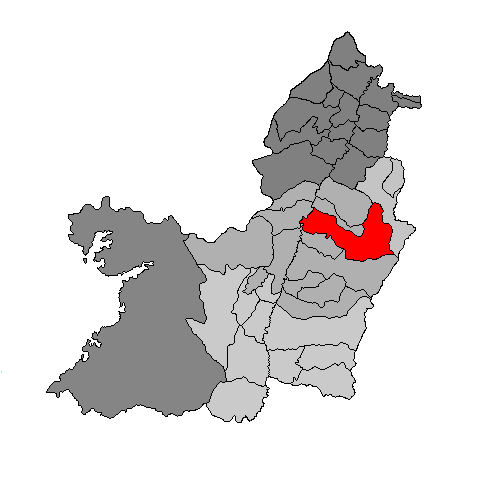
Localização Geográfica do Território Dentro do Dapartamento.

Desde o ponto de vista das coordenadas geográficas, Tuluá encontra-se a 4° 05’ de latitud norte e 76° 12’ de longitude ocidental. O Município de Tuluá está localizado na zona Centro do Departamento Do Vale do Cauca a 102 km. De Cali, a 172 km de Buenaventura e a 24 km de Buga. É atravessado de sul a norte pelo rio Tuluá. Geograficamente o núcleo urbano encontra-se enclavado no vale que conformam os rios Tuluá e Morais. Mas seu território jurisdicional é amplo e abarca numerosos andares térmicos.
| - Leste: Municípios de Sevilla e Chaparral, no Departamento do Tolima. - Oste: Rio Cauca e Município de Riofrío | - Norte: Municípios de Andaluzia e Bugalagrande - Sur: Municípios de Buga e San Pedro |

| - Extensão total: 910.55 km² - Temperatura média: 24 a 27 °C - Extensão área urbana: 11.11 km² | - Extensão área rural: 899.44 km² - Altitude da área urbana: 960 msnm até os - máxima rural: 4.400 msnm nos Páramos de Barragán e Santa Luzia |

## Clima
Localizada a 4º ao norte do ecuador, o clima em Tuluá é tropical, a temperatura média é de 26 a 28 °C. Nos dias em Tuluá são soleados, e as noites muito frescas. Tuluá localiza-se entre as cordilleras Ocidental e Central de Colômbia. Esta cidade é rica em agricultura devido a este clima, o qual permite a semeia de uma grande quantidade de frutas e vegetais.
| Dados climatológicos para {{{localidade}}} | Dados climatológicos para {{{localidade}}} | Dados climatológicos para {{{localidade}}} | Dados climatológicos para {{{localidade}}} | Dados climatológicos para {{{localidade}}} | Dados climatológicos para {{{localidade}}} | Dados climatológicos para {{{localidade}}} | Dados climatológicos para {{{localidade}}} | Dados climatológicos para {{{localidade}}} | Dados climatológicos para {{{localidade}}} | Dados climatológicos para {{{localidade}}} | Dados climatológicos para {{{localidade}}} | Dados climatológicos para {{{localidade}}} | Dados climatológicos para {{{localidade}}} |
| Mês                                        | Jan                                        | Fev                                        | Mar                                        | Abr                                        | Mai                                        | Jun                                        | Jul                                        | Ago                                        | Set                                        | Out                                        | Nov                                        | Dez                                        |                                            |
| ------------------------------------------ | ------------------------------------------ | ------------------------------------------ | ------------------------------------------ | ------------------------------------------ | ------------------------------------------ | ------------------------------------------ | ------------------------------------------ | ------------------------------------------ | ------------------------------------------ | ------------------------------------------ | ------------------------------------------ | ------------------------------------------ | ------------------------------------------ |
| Precipitação (mm)                          | 113,9                                      |                                            |                                            |                                            |                                            |                                            |                                            |                                            |                                            |                                            |                                            |                                            |                                            |

## Biodiversidade

### Flora

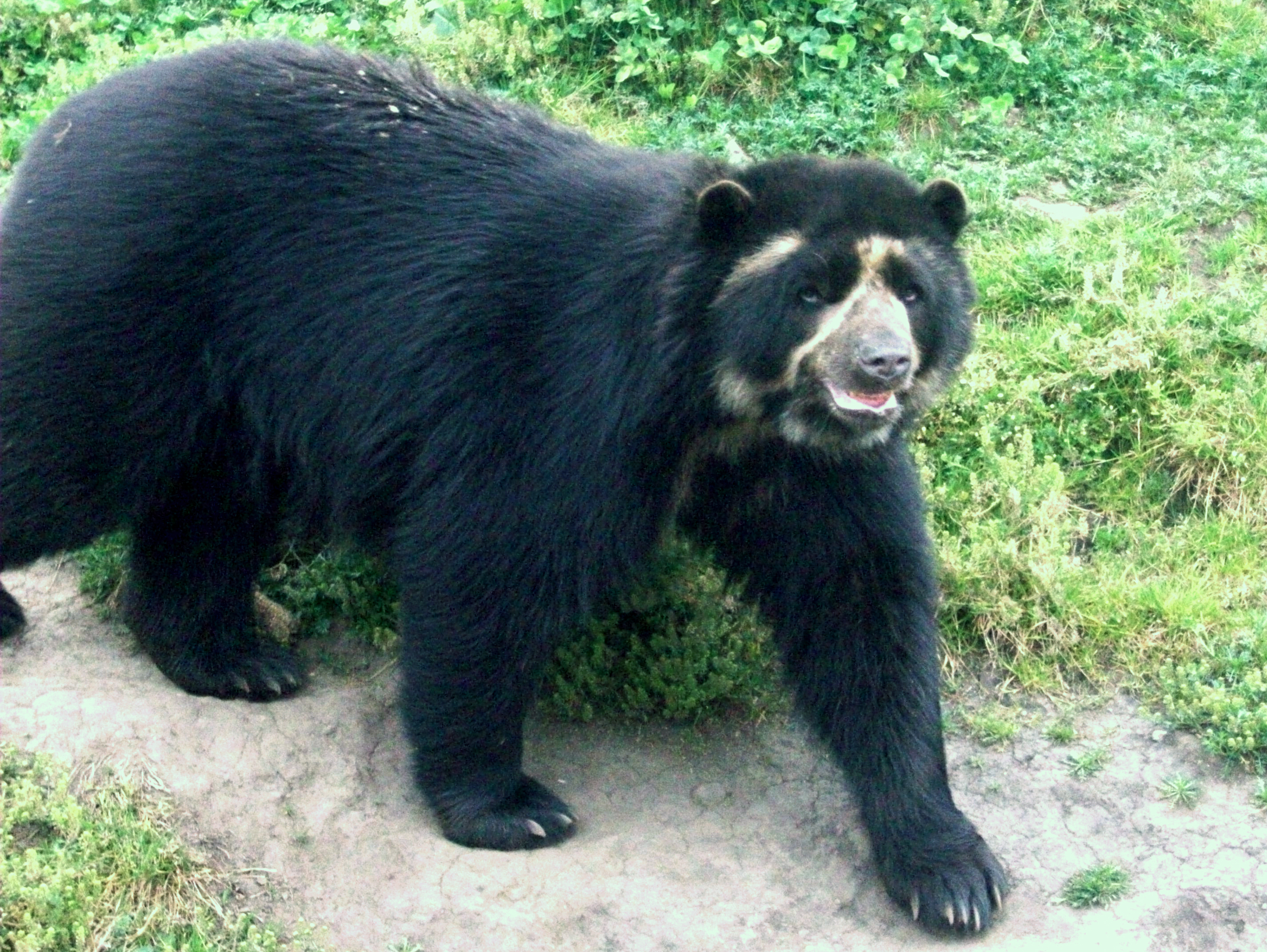
Urso andino Cutervo

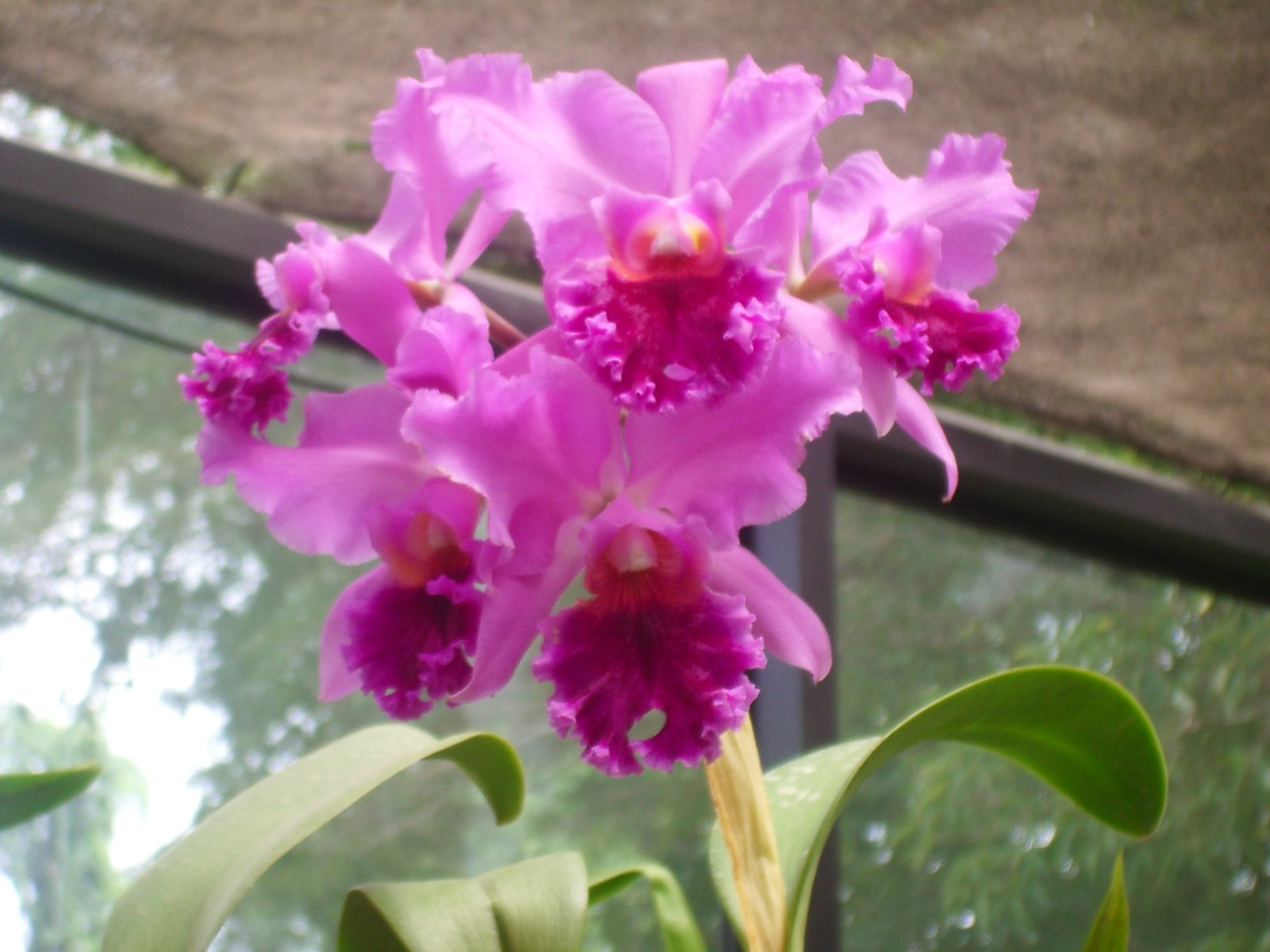
Orquídeas em Tuluá.

Há abundância de flora, nos bosques do município podem apreciar-se variedades de flores tais como narcisos, geranios, camellia, margaritas, dalias, lirios, hortensias, amapolas, jazmines, begonias, pensamentos, violetas, tulipanes, crisantemos, magnolias, orquídeas.

### Fauna
Nas zonas selváticas das cordilleras, encontram-se espécies como o tatadro, o venado, a danta, a guagua, o tigrillo, o mico, o zorro, o perico ligeiro, a ardilla, o Armadillo, o guatín, a casacusa, o zaino e muitos outros. na fauna Acuática abundam toda a classe de peixes especialmente, o bocachico, a lancha, o veringo, a Zabaleta, entre outros.

## Demografia
Segundo o Departamento Administrativo Nacional de Estatística (DANE) com dados processados do Censo 2005 projectados a 2016, Tuluá tem 214 081 habitantes, com distribuição de população 86% urbana e 14% rural, sendo o 53% de seus habitantes de sexo feminino e 47% do sexo masculino.
| 1680  | 1786  | 1870  | 1905   | 1920   | 1950   | 1960   | 1970   | 1980   | 1990   | 2000    | 2005    | 2010    |
| ----- | ----- | ----- | ------ | ------ | ------ | ------ | ------ | ------ | ------ | ------- | ------- | ------- |
| 3.571 | 5.729 | 7.687 | 10,310 | 11,651 | 14.365 | 31.387 | 49.015 | 70.391 | 91.584 | 126.333 | 183.236 | 199.244 |

### Indústria

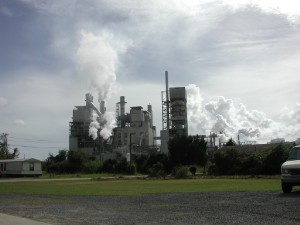
Fábrica do Açúcar.

### Comércio
A zona de influência do comércio da cidade abarca 16 municípios, povoados, corregimientos e veredas. Os povoados com os que a cidade tem mais actividade comercial são: Andaluzia, Bugalagrande, Riofrío, Trujillo, Zarzal, A Victoria, A União, Touro, Roldanillo, Bolívar.
As actividades comerciais estão coordenadas pela Câmara de Comércio, cuja jurisdição compreende os municípios de Tuluá, Andaluzia, Riofrío, Trujillo, Bugalagrande, Bolívar e Zarzal.

## Governo e administração
Tuluá está regido por um sistema democrático baseado nos processos de descentralização administrativa gerados pela Constituição Política de Colômbia de 1991.
À cidade governa-a um Prefeito (poder executivo) e um Concejo Municipal (poder legislativo).

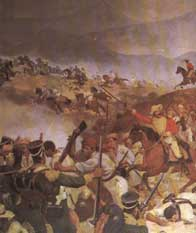
Representação Batalhas Independentistas.

Tuluá adquire a qualidade de Município o 30 de maio de 1825 Com a instalação do primeiro Concejo Municipal, dando assim começo a sua organização político administrativa, este acontecimento, se deve em grande parte, a que o General Joaquín Paris Ricaurte do Exército independentista, depois da batalha de Boyacá decidisse instalar seu quartel geral na cidade, (que para esse então era um território do a cidade de Buga, clara aliada da coroa e sede do poder do rei na região), e numa manobra política lhe substituiu a prefeitura e a nomeou villa em 1819. carinhosamente chamada Coração do Vale, por sua localização geográfica ou conhecida também como A Villa de Gramas, em honra a Dom Juan María Gramas seu filho quem for sacerdote, cientista, naturista e patriota.

### Ramos do poder público
Ramo Executivo, O Prefeito é o chefe de governo da Cidade e da administração municipal, representando legal, judicial e extrajudicialmente ao município. É um cargo eleito por voto popular para um período de quatro anos.
Entre as funções principais do Prefeito estão o administrar os recursos próprios da municipalidad, velar pelo bem-estar e os interesses de seus conciudadanos e representá-los ante o Governo Nacional. Deve ademais impulsionar políticas locais para melhorar a qualidade de vida, tais como programas de saúde, moradia, educação e infra-estrutura via; igualmente, manter a ordem pública.
Ramo Legislativo, O Concejo Municipal é uma Corporação pública de eleição popular, composta por 17 ediles, elegidos democraticamente para um período de quatro anos. O Concejo é a entidade legislativa e emite acordos de obrigatório cumprimento em sua jurisdição territorial. Entre suas funções estão o aprovar os projectos do prefeito, ditar as normas orgânicas do orçamento e expedir o orçamento anual de rendas e despesas.
| - Secretaria de Bem-estar Social - Secretaria Serviços Administrativos - Secretaria de Governo, convivência e segurança - Secretaria de Desporto e Recreación - Secretaria de Educação - Departamento Administrativo de Arte e Cultura - Secretaria de Controle Interno | - Secretaria de Saúde - Secretaria de Obras Públicas - Departamento Administrativo de Informática e Desenvolvimento Tecnológico - Secretaria de Planejamento - Secretaria de Assistência Agropecuária e Meio ambiente - Secretaria Geral | - Secretaria de Fazenda - Despacho do Prefeito Municipal - Secretaria de Trânsito, Mobilidade e Segurança Via. - Escritório Assessora Jurídica |

## Divisão administrativa
O município de Tuluá encontra-se constituído por Unidades Funcionais Administrativas, na área urbana de divide-se em 9 comunas. Estas se dividem a sua vez em bairros, somando um total de 129. Na área rural há 24 corregimientos e 36 veredas.

## Defesa
Conta com uma importante infra-estrutura de protecção e segurança formada pela Escola de Polícia “Simón Bolívar”, o Comando do II Distrito de Polícia, a Base Antinarcóticos e o Batalhão Palacé. De igual forma possui uma rede de atenção de emergências coordenada pelo Comité Local para a Atenção e Prevenção de Desastres e Emergências (CLOPAD) no que têm participação, o Corpo de Bombeiros, a Defesa Civil, a Cruz Vermelha e o Grupo de Busca e Resgate.

### Transporte
À cidade tem-se acesso pelas estradas Panamericana e Panorama, as quais ligam este sector com as principais cidades de Colômbia e conta com muitas de suas vias secundárias e terciárias em bom estado, que comunicam com os municípios da região. Além destas se conta também com a Autopista a Buenaventura que leva ao porto de Buenaventura, o mais importante da costa Pacífica.
A região está ligada à rede do caminho-de-ferro do Pacífico que atravessa todo o vale geográfico do rio Cauca e a costa Pacífica. O principal Terminal aéreo é o Aeroporto Heriberto Gil Martínez, localizado no município de Tuluá e que serve de enlace com o sistema aeroportuario do eixo Medellín-Bogotá-Cali. A cidade possui ademais com um moderno terminal Nacional na que fazem escala todos os autocarros que transitam pela região.

### Educação
Tuluá possui uma sede da universidade do vale, um instituto de educação superior , 25 estabelecimentos de ensino médio, 60 escolas primárias urbanas e 87 rurais de carácter estatal, a educação básica e meia são gratuitas. Ademais dispõe de uma boa oferta de instituições privadas de educação média, técnica e superior, graças a estes factores transformou-se em centro de investigações e de desenvolvimento de tecnologia e conhecimento. Segundo informação do censo 2005, da população maior de 3 anos o 3.9% é analfabeta, o 67,8% recebe educação preescolar, o 90.2% tem primária completa, o 70,5 secundária completa, o 15,25% são técnicos profissionais, o 9,8% são profissionais, são tecnólogos o 6,35%, o 3,56% são especialistas, têm maestría o 1.1% da população e doctorado o 0.93%.
| Total Município                             | Preescolar | Básica Primária | Básica Secundária | Média | Total  |
| ------------------------------------------- | ---------- | --------------- | ----------------- | ----- | ------ |
| Não. Habitantes em idade escoar             | 3.189      | 16.077          | 13.969            | 7.469 | 40.704 |
| %                                           | 7,83       | 39,50           | 34,32             | 18,35 |        |
| Cotas disponíveis por nível                 | 177        | 1.650           | 1.512             | 850   | 4.189  |
| %                                           | 4,23       | 39,39           | 36,09             | 20,29 |        |
| Não. de alunos matriculados em idade escoar | 4.046      | 18.347          | 14.164            | 5.198 | 41.755 |
| %                                           | 9,69       | 43,94           | 33,92             | 12,45 |        |

#### Oficiais
- Universidade do Vale (univalle). A Universidade do Vale é a principal instituição académica do sul-ocidente de Colômbia de alta qualidade e terça com maior população estudiantil no país. #Seu campus principal é a Cidade Universitária Meléndez na cidade de Santiago de Cali, e em adição a suas funções na capital do Vale do Cauca funciona também no Bairro San Fernando, onde se alojan a Faculdade de Saúde e a Faculdade de Ciências da Administração, quanto a suas sedes regionais estão: Buga, Cartago, Caicedonia, Norte do Cauca, Buenaventura, Palmira, Tuluá, Yumbo e Zarzal. Em todas suas sedes conta com mais de 30.000 estudantes (2007) dos quais quase 25.000 são de pregrado e 5.000 de postgrado.[7] As sedes da Universidade do Vale na cidade de Tuluá encontram-se no Príncipe: Carreira 22 Rua 42, Villa Campestre: Rua 43 Não 43-33, Victoria: Carreira 35 Não. 33-60 Canto.

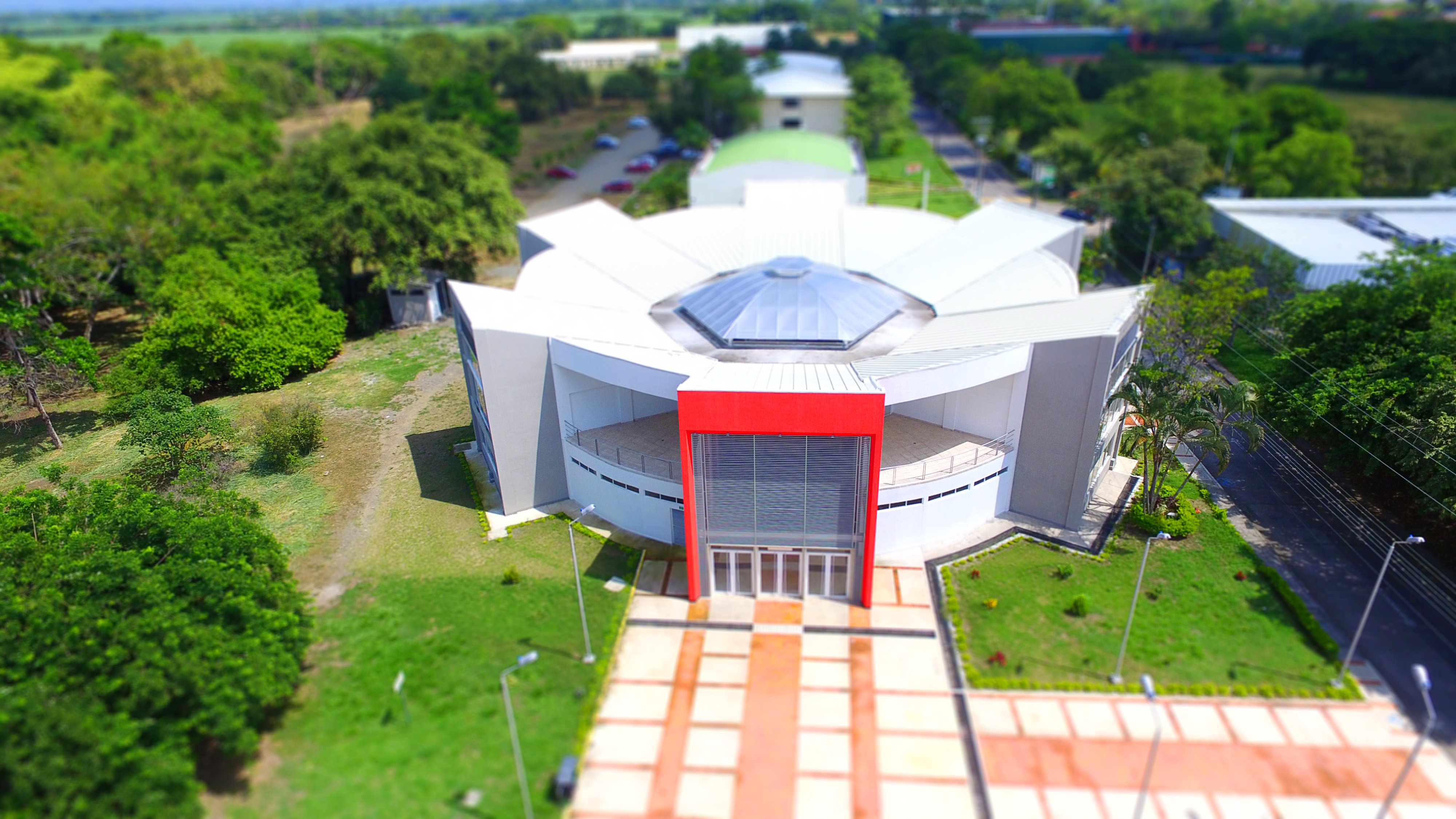
Laboratórios Integrados da Universidade Central do Vale do Cauca. É a principal instituição universitária do centro e norte do Vale do Cauca.

- Parque Nacional Natural As Formosas

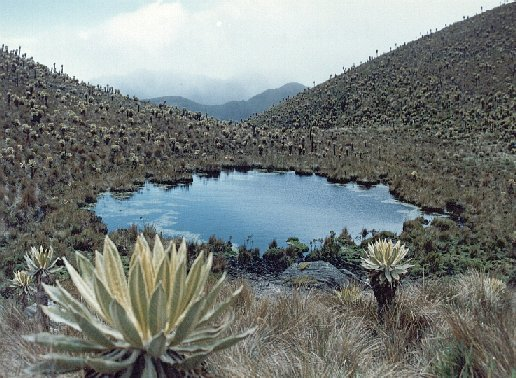
Laguna As Mellizas, Parque Natural As Formosas.

Declarado como tal em 1977 pelo governo nacional é dirigido pelo Ministério do Meio ambiente, se situa na Cordillera Central entre os departamentos de Vale do Cauca e Tolima. Faz parte dos municípios vallecaucanos de Tuluá, Buga e Palmira, possui umas 126.000 hectares e nelas se encontram bosques de nevoeiro, bosques de palma de cera, canhões, páramos e lagoas naturais(pântanos). Na zona nascem muitos rios que riegan várias populações entre elas o município de Tuluá, com uma grande riqueza em flora se destacam o urso de anteojos entre a fauna e o roble e o frailejón entre as espécies naturais.
- Jardim Botánico Juan María Gramas

O Jardim Botánico está localizado no corregimiento de Mateguadua, a 7 km da área urbana de Tuluá. Tem uma extensão de 154 tem de terrenos ondulados, com alturas que oscilam entre os 1.050 e 1.300 metros sobre o nível do mar. A temperatura média é a mesma da planicie central do Vale do Cauca, de uns 25 °C, e a precipitação pluvial promedia uns 1.000 mm anuais, com dois períodos trimestrais de chuvas alternados com duas de seca. Está localizado dentro da zona de vida denominada Bosque Seco Tropical (B.S.T).
Este importante Jardim Botánico tem inserido em sua história, o legado de dois grandes cientistas vallecaucanos: Juan María Gramas, dedicado cientista e prócer da independência, a quem faz honra com seu nome, e Víctor Manuel Patiño, a quem deve-se a iniciativa e gestão para sua fundação em 1968.
Jardim Botánico Juan María Gramas, é famoso pela variedade de suas Colecções Vivas e seu Museu Etnobotánica, onde se explica a relação e o aproveitamento que o homem faz da flora, um percurso que vai desde o mágico e ancestral, até os últimos aplicativos industriais.
As peças das colecções, são uma fonte de conhecimento permanente para cientistas, cultivadores e artesãos. Seu percurso, constitui um verdadeiro prazer de conhecimento para a natureza própria do Vale do Cauca.
- Lago Chillicothe: formoso lago artificial facto em 1945, e que em seu centro tem uma árvore onde ao entardecer posam as garzas, em tal número que fica totalmente branco. O lago está localizado na área urbana do município, entre os bairros Sajonia, Povo Novo e o Lago (bairro ao que dá nome), para o sul-ocidente da cidade. Possui um parque que o rodeia em especial para o descanso e a pesca. Cabe destacar que é um importante ponto de referência e ícone da cidade.

## Gastronomia
Algumas bebidas famosas que podem ser desfrutadas em Tuluá são: A Chicha de milho, "A Avena Tolimense", Masato e Champôs, etc.
Entre os platos típicos encontram-se: elSancocho de gallina, Morcilla ou Recheada, e o Tamal. Também há platos doces: Desamargado, Cuaresmero, ‘‘Natilla’’ (na temporada navideña), e Trasnochado. Sem esquecer o doce de Manjar Blanco próprio do Vale do Cauca (diferencia-se do Arequipe, tradicional do Velho Caldas por sua composição e preparação) e as vidancas. A soya gelada, E um sem fim de variedades gastronómicas.

Outro plato de grande nome e tradição é a carne à milanesa, que na zona do Vale do Cauca se lhes conhece com o nome de Chuletas, existem vários lugares reconhecidos internacionalmente onde este plato se pode desfrutar um deles conhecido como "As Chapetas".

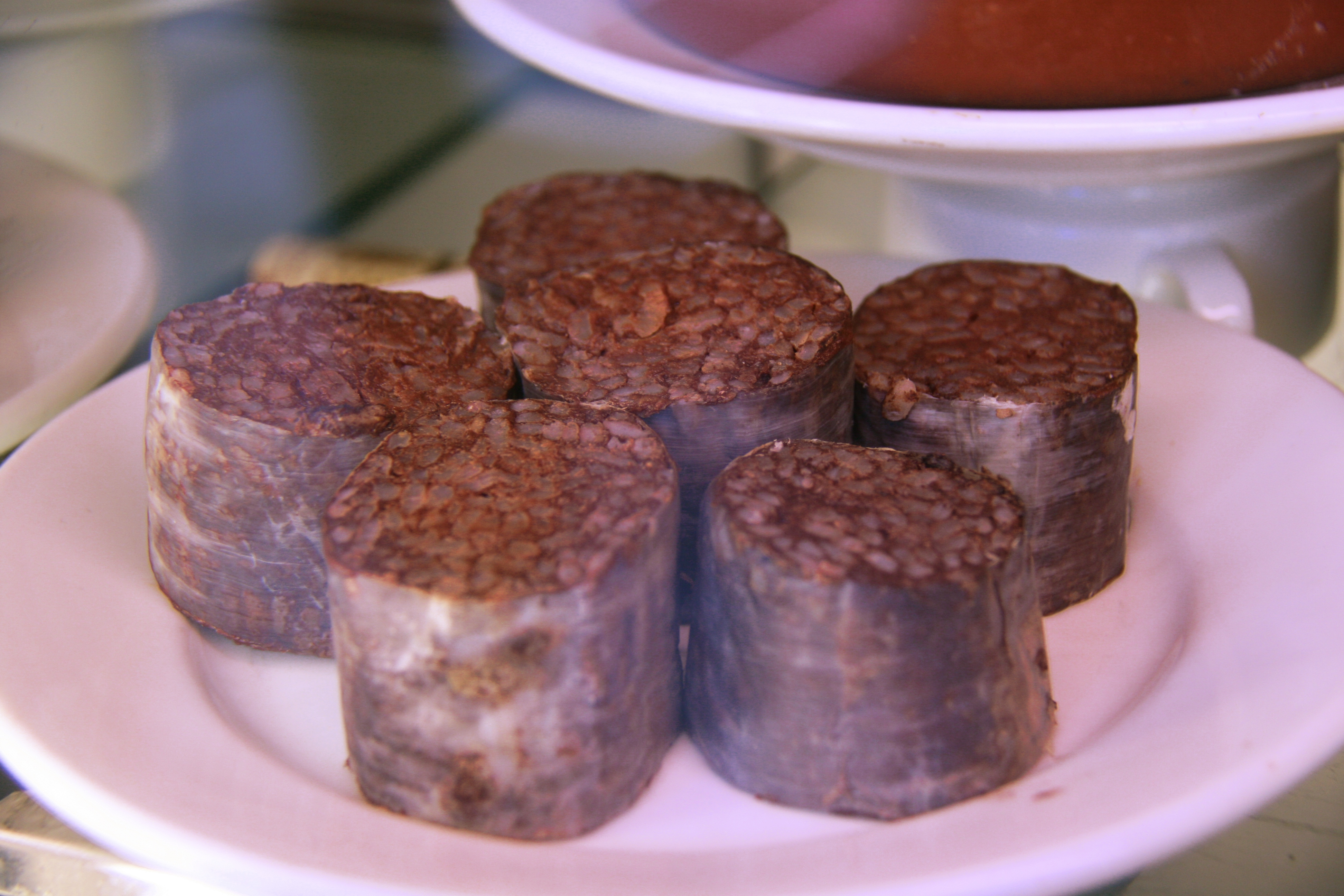
Morcilla
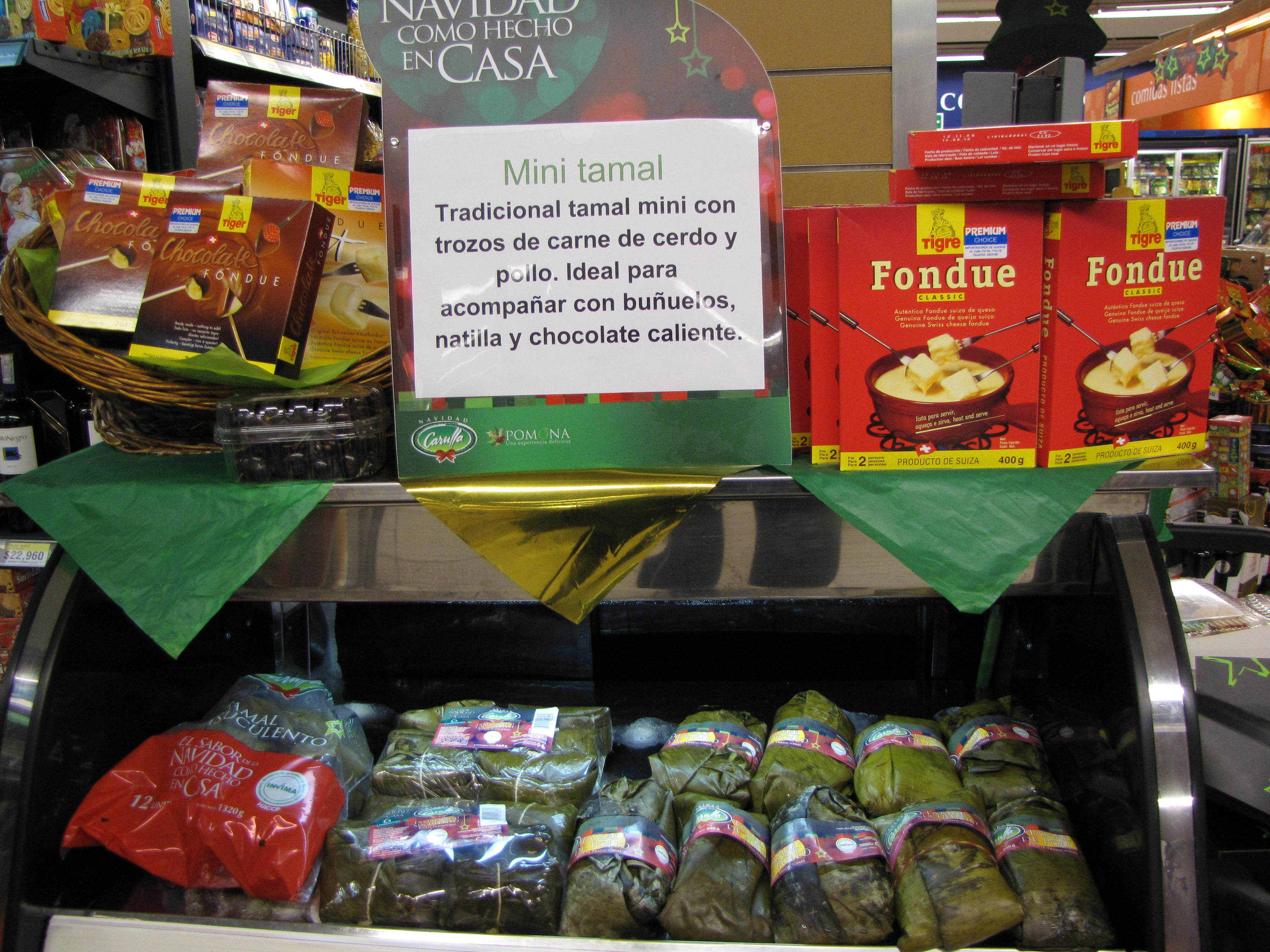
Tamales

## Cultura
A cidade conta com 11 Centros Culturais, um teatro de estilo republicano (património Nacional), 4 Auditórios para Eventos, sala de exposições para arte, 3 bibliotecas, um centro de História, um museu de arte via, um museu de etnobotánica, um museu de história e um corferias; adicionalmente realizam-se anualmente 6 festivais culturais.
Principais festividades e Eventos:
- A Feira De Tuluá
- Festas de Reis e Feira Ganadeira Corregimiento da Marinha
- Festas do Camponês Corregimiento de Barragán
- Festival Do Coração Doce
- Expociencias Tuluá
- Encontro Nacional de Estudiantinas
- Festival Internacional de Contadores de Histórias e Lendas
- Festival Internacional do Mate, o Guarapo e a Música Autóctona
- Festival Santa Cecilia
- Festival Vallecaucano de Fantoches
- Festival de Danças Folclóricas de Casais
- Festival do Mate e o Guarapo
- Festival de Cometas, Realizado pelo Clube Rotaract Tuluá, tradicionalmente no Aerupuerto.

## Desporto

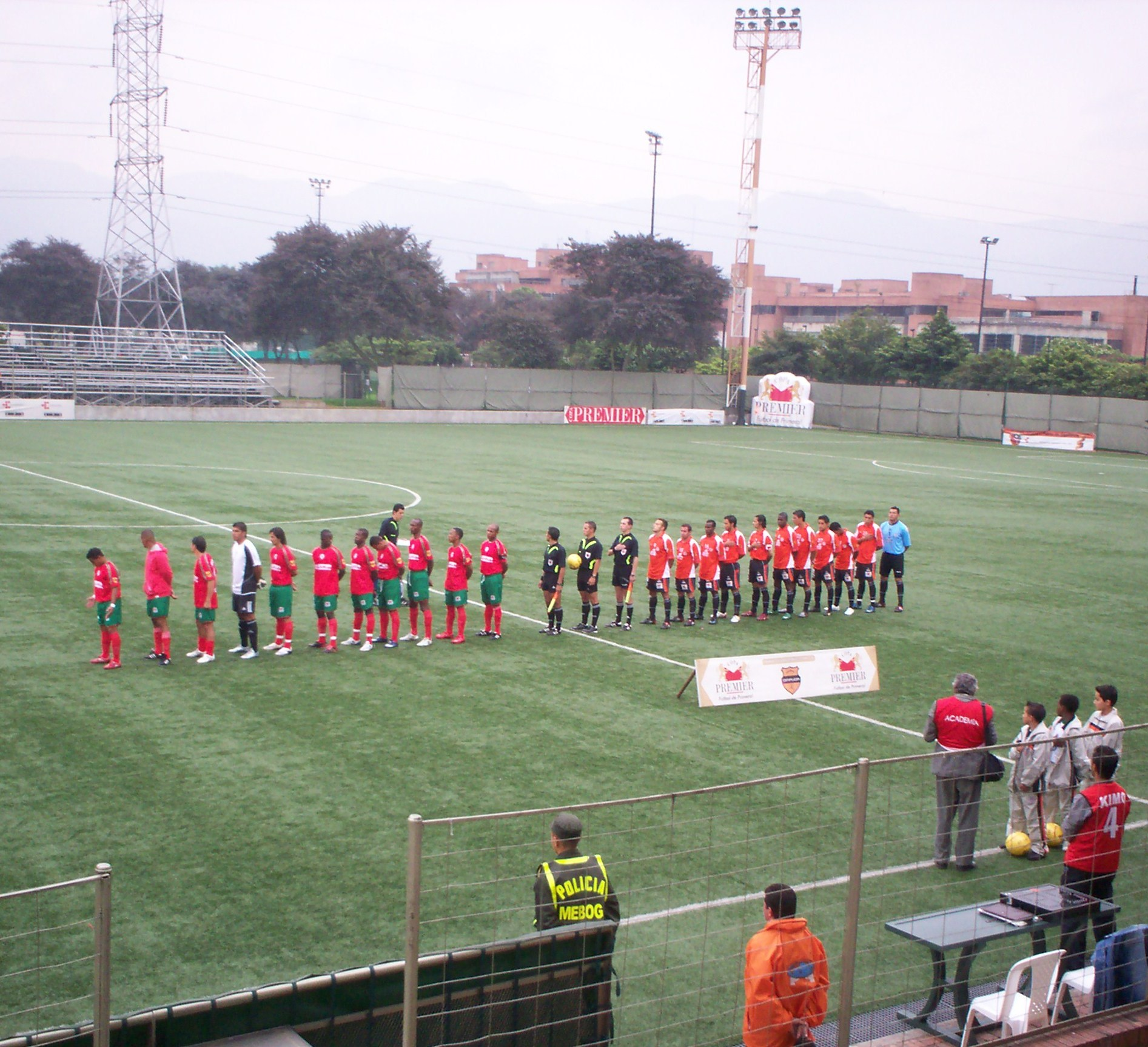
Cortuluá (vermelho) jogando no Estádio de Compensar, em Bogotá.

Há no povo vários centros recreativos tais como Comfandi, Carlos Sarmiento Lora, Parque da Guadua, Jardim botánico Juan María Gramas, conta também com poliesportivos como o Coliseo Benicio Echeverry, escola de treinamento em diversas práticas desportivas, diamante de baseball, pista de hockey, piscina olímpica, pista de patinaje, coliseo de pesas e artes marciales, e um Estádio.
Principais eventos desportivos de Tuluá.
- Carreira Atlética e Recreativa Rio Tuluá Fenalco
- Festival Regional de Cometas Clube Rotarac Tuluá
- Festival do Rio Tuluá

### Estádio de futebol12 de Outubro
É o principal palco desportivo da cidade. Tem uma capacidade de 17.000 espectadores e é sede do clube Cortuluá da 1ª divisão do futebol profissional colombiano, ainda que em ocasiões também é utilizado para eventos em massa como concertos.

### Cortuluá
Todo o que se tem recolheu na era do futebol profissional colombiano, se remonta ao que se reviveu da Corporação Clube Desportivo Tuluá na temporada de 1991, quando se iniciava outra etapa em Colômbia com o Campeonato de Ascensão para lhe pôr emotividad diferente a como estava regulamentado o futebol nacional, desde então está filiada à Federação Colombiana de Futebol na divisão de equipas profissionais da primeira A e primeiro B da Divisão Maior do Futebol Colombiano.

## Cidades Irmãs
- Chillicothe, EUA